# Xysticus adzharicus
Xysticus adzharicus är en spindelart som beskrevs av Tamara Mcheidze 1971. Xysticus adzharicus ingår i släktet Xysticus och familjen krabbspindlar. Inga underarter finns listade i Catalogue of Life.